# فيولا (بيدمونت)
فيولا هي بلدية في مقاطعة كونيو في منطقة بيدمونت الإيطالية، وتقع على بعد 90 كيلومتر (56 ميل) جنوب تورينو ونحو 35 كيلومتر (22 ميل) جنوب شرق كونيو. في 31 ديسمبر 2004 كان عدد سكانها 470 نسمة وتبلغ مساحتها 21.1 كيلومتر مربع (8.1 ميل2). 
تقع فيولا على حدود البلديات التالية: بانياسكو، غاريسيو، ليسيو، موناستيرولو كاسوتو، بامباراتو، بريولا.